# Жасмин (имя)
Жасмин, также Ясмин (араб. یاسمن‎) — это одна из форм персидского имени Ясмина (یاسمن). В переводе с персидского имя Жасмин (Ясмин) означает «цветок жасмина» или «ветка жасмина». Имя Жасмин носит принцесса в диснеевской франшизе «Аладдин» и нередко ассоциируется именно с этим образом. 
На Северном Кавказе имя распространено среди даргинцев, кумыков, лезгин, ногайцев.